# Bill Leavy
Bill Leavy (* 13. Februar 1947 in Santa Barbara, Kalifornien; † 28. März 2023) war ein US-amerikanischer Schiedsrichter im American Football, der von der Saison 1995 bis 2014 in der NFL tätig war. Er war Schiedsrichter des Super Bowls XL und trug die Uniform mit der Nummer 127.

## Karriere

### College Football
Vor dem Einstieg in die NFL arbeitete er als Schiedsrichter im College Football in der Big West Conference.

### National Football League
Leavy begann im Jahr 1995 seine NFL-Laufbahn als Back Judge. Nachdem der Schiedsrichter Phil Luckett seinen Rücktritt bekannt gegeben hatte, wurde Leavy zur NFL-Saison 2001 zum Hauptschiedsrichter ernannt.
Er war bei zwei Super Bowls als Offizieller im Einsatz: Beim Super Bowl XXXIV im Jahr 2000 war er Back Judge der Crew unter der Leitung von Hauptschiedsrichter Bob McElwee, den Super Bowl XL leitete er als Hauptschiedsrichter.
Nach seinem Rücktritt als Hauptschiedsrichter ernannte die NFL John Hussey als Nachfolger.
Leavy wurde im Jahr 2019 mit dem Art McNally Award ausgezeichnet.